# Partizione di sistema e partizione di avvio
La partizione di sistema e la partizione di avvio (note anche come volume di sistema e volume di avvio) sono termini informatici che indicano le partizioni del disco di un disco rigido o di un'unità a stato solido che devono esistere ed essere correttamente configurate affinché un computer possa funzionare. Esistono due versioni di questi termini: la definizione comune e quella adottata da Microsoft.

## Definizione comune
Nel contesto di tutti i sistemi operativi, ad eccezione di quelli sviluppati da Microsoft, la partizione di sistema e la partizione di avvio sono definite come segue:
- La partizione di avvio è una partizione primaria che contiene il boot loader, un componente software responsabile dell'avvio del sistema operativo. Ad esempio, nello schema standard delle directory di Linux (Filesystem Hierarchy Standard), i file di avvio (come il kernel, initrd e il boot loader GRUB) sono montati in /boot/.[1] Nonostante la definizione radicalmente diversa di Microsoft (vedi sotto), System Information, inclusa nella famiglia di sistemi operativi Windows NT, si riferisce a essa come "boot device" (dispositivo di avvio).[2][3]
- La partizione di sistema è la partizione del disco che contiene la cartella del sistema operativo, nota come system root. In Linux, per impostazione predefinita, i file del sistema operativo vengono montati in / (la directory root).

In Linux, una singola partizione può svolgere contemporaneamente il ruolo di partizione di avvio e di partizione di sistema, nel caso in cui le directory /boot/ e la directory root si trovino nella stessa partizione.

## Definizione secondo Microsoft
Sin da Windows NT 3.1 (la prima versione di Windows NT), Microsoft ha definito i termini come segue:
- La partizione di sistema (o volume di sistema)[5] è una partizione primaria che contiene il boot loader, un componente software responsabile dell'avvio del sistema operativo.[6] Questa partizione contiene il settore di avvio ed è contrassegnata come attiva.[7]
- La partizione di avvio (o volume di avvio)[5] è la partizione del disco che contiene la cartella del sistema operativo, nota come system root o %systemroot% in Windows NT.[6]

Prima di Windows 7, le partizioni di sistema e di avvio erano le stesse per impostazione predefinita e veniva assegnata loro la lettera di unità "C:".   Tuttavia, a partire da Windows 7, Windows Setup crea automaticamente una partizione di sistema separata, alla quale non viene assegnato alcun identificatore, risultando quindi nascosta. Alla partizione di avvio viene ancora assegnata la lettera "C:". Questa configurazione è adatta all'utilizzo di BitLocker, che richiede una partizione di sistema separata e non crittografata per l'avvio. A partire da Windows 11, questa nomenclatura è ancora adottata dall'utilità "Gestione disco".